# Шугар (співак)
Олег Васильович Шкарпета, більш відомий під псевдонімом Шугар (нар. 1996, Хмельниччина) — український співак і блогер.

## Життєпис
Народився 1996 року на Хмельниччині. За освітою економіст, навчався в Хмельницькому університеті управління та права, працював у сфері IT-дизайну.
Музичну кар'єр починав з виконання каверів, які викладав в Instagram. Під час навчання в університеті долучився до музичного гурту, а згодом з другом-гітаристом створив дует, з яким виступав у закладах та на місцевих заходах.
Натхнення до авторської творчості отримав після пісні Jerry Heil «Охрана, отмєна», що спонукало написати власний перший трек «Ратата». Проте першу популярність здобув не як співак, а завдяки гумористичному блогу в TikTok.
Широку популярність здобув завдяки двом пісням — «Олєг» та «Тьотя», які завірусились в TikTok. На початку липня 2025 року пісня «Олєг» займала другу сходинку за кількістю прослуховувань з України в Spotify.

## Особисте життя
В 2025 одружився з блогеркою з Хмельницького Настею Борщ (Анастасія Ковальчук).

## Дискографія

### Сингли
2022
- «Чутки»
- «Голос»
- «Віддаю Притулі»

2023
- «Електрохарчі»
- «Вініл»

2024
- «Поверхи»
- «Ліхтарі»
- «Мавка»
- «Олєг»
- «Тьотя»
- «Пані Катерино»
- «BMW»
- «Токсік»

2025
- «Тікток»
- «Діва»
- «Френзона»
- «Відбита»